# S/y Jagiellonia
Jagiellonia – polski jacht typu Opal III. Jagiellonia została zwodowana 18 listopada 1975, jej matką chrzestną jest Bogusława Roszkowska. Posiada klasę PRS oraz wyposażenie do żeglugi bez ograniczeń. W porównaniu do innych Opali posiada nieco wyższą wolną burtę. Właścicielem i armatorem jachtu jest Krakowski Yacht Club. Jest wykorzystywany do wypełniania celów statutowych KYC, w tym szkoleniu żeglarskiemu, organizowaniu rejsów i częściowo czarterom.

## Historia

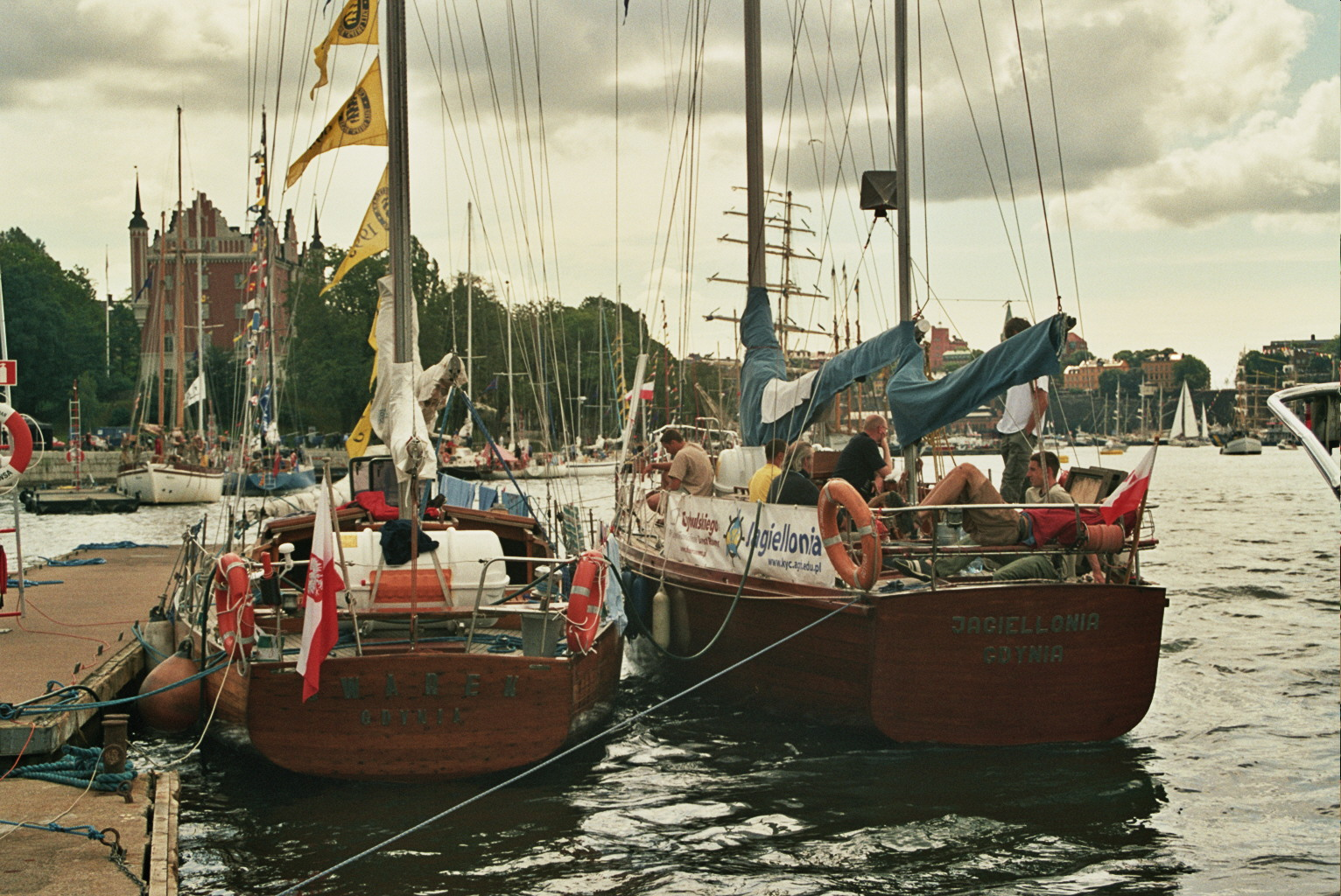
Jagiellonia i Gwarek w Sztokholmie 2007 TSR

W swój dziewiczy rejs Jagiellonia wybrała się w 1976 r. na Morze Śródziemne.
W 1982 r. zorganizowano trzyetapowy rejs Jagiellonii z Morza Śródziemnego wzdłuż wybrzeży Europy do Polski.
W 1983 r. – w dwudziestolecie klubu – Jagiellonia wzięła udział w Małej Operacji Żagiel na Morzu Bałtyckim oraz w rejsie do Amsterdamu.
Po remoncie w 1987 r. Jagiellonia znów wzięła udział w kolejnych edycjach Bałtyckiej Operacji Żagiel oraz w wielu rejsach po Bałtyku i Morzu Północnym aż do 1989 r.
W 1990 r. na Jagiellonii miała miejsce wyprawa do Islandii (z przejściem cieśniny Pentland Firth, zawinięciem na Wyspy Owcze i docelowym postojem w Reykjavíku).
Kolejna  wyprawa na Jagiellonii miała miejsce w 1994 r. – rejs do Hiszpanii i Portugalii podczas którego wzięła udział w Operacji Żagiel. Żeglarze mieli możliwość spotkać księcia Karola, uczestniczyli w paradzie w A Coruña, fiescie w Muros (Hiszpania), odwiedzili wyspę Jersey, ciekawe zaułki w Amsterdamie. W sumie, podczas tego rejsu przez pokład Jagielloni przewinęło się 40 żeglarzy, którzy wzięli udział w wyprawie.
W 1995 r.Jagiellonia żeglowała w Sail Karlskrona.
W 1999 r. odbył się rejs do Amsterdamu, a na pokładzie jednostki miała miejsce akcja promocyjna Festiwalu Kraków 2000.
W 2000 r. wzięła udział regatach Cutty Sark Tall Ships’ Races (Operacja Żagiel)
W 2004 odbyła 5 rejsów o charakterze stażowo – turystycznym. W ostatnim rejsie, jedynym w tym roku na Morze Północne, jedna ze sztormowych fal spowodowała poważną awarię (między innymi zostały połamane wręgi i poszycie kadłuba w części dziobowej).
W 2008 r. – rejs etapowy na Wyspę Niedźwiedzią. Wyprawa na Wyspę Niedźwiedzią była w 2008 r.
W 2011 r. zakończył się gruntowny remont konstrukcji kadłuba, poszycia oraz olinowania stałego.
W czerwcu 2011 roku, jacht wyruszył w wieloetapowy rejs wokół Europy, którego celem jest dotarcie na Morze Czarne.

## Osiągnięcia
1990 r. II Nagrodę "Rejs Roku"
1995 r. VIII miejsce w Regatach Heweliusza
1999 r. Jagiellonia wywalczyła Puchar Dowódcy Marynarki Wojennej zajmując V miejsce w swojej klasie. W XV Regatach Heweliusza zajęła III miejsce w swojej klasie i V w klasyfikacji ogólnej.
2000 r. wywalczyła V miejsce  na trasie Gdańsk – Helsinki – Maarianhamina – Sztokholm – Flensburg w Operacja Żagiel (s/y Jagiellonia najlepsza z polskich jachtów w klasie CII).